# ジャン・マレー

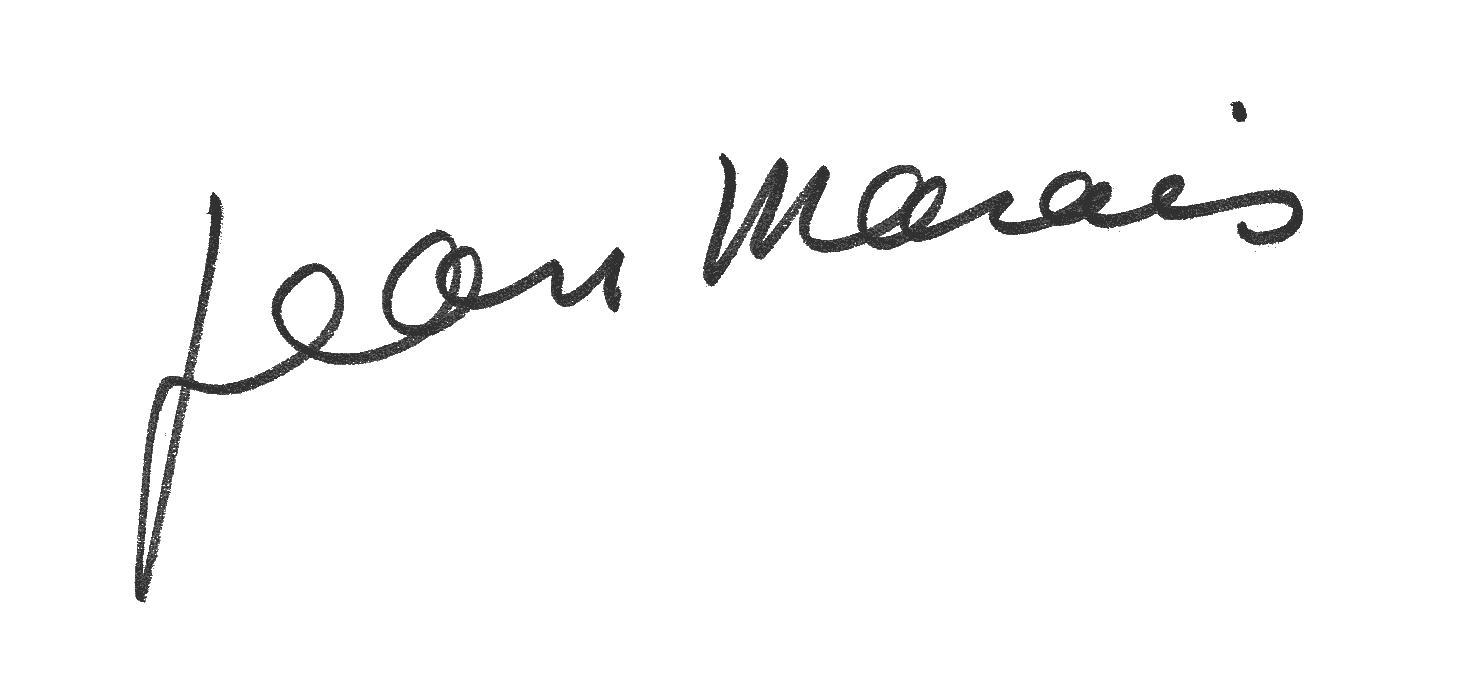

ジャン・マレー（Jean Marais,フランス語: [ʒɑ̃ maʁɛ], 本名: Jean-Alfred Villain Marais, 1913年12月11日 - 1998年11月8日）は、フランス・シェルブール出身の俳優。ジャン・コクトーの長年の愛人であったとされる。

## 来歴
1933年に映画デビューする。1937年にコクトーと知り合う。舞台『恐るべき親達』で主役を演じ、俳優としての地歩を固める。第二次世界大戦に出征後、舞台と映画で活躍する。戦後は『美女と野獣』､『双頭の鷲』（1946年）、『オルフェ』（1950年）など、ほとんどのコクトー作品に出演した。コクトー没後はアクション映画にも進出し、コクトー没後20周年に当たる1983年には、コクトーの生涯を一人芝居で演じ、1985年には来日上演している。80代になっても積極的に演劇活動をする傍ら、彫刻家としても活動した。1998年、血液系疾患のためカンヌで死去した。84歳。

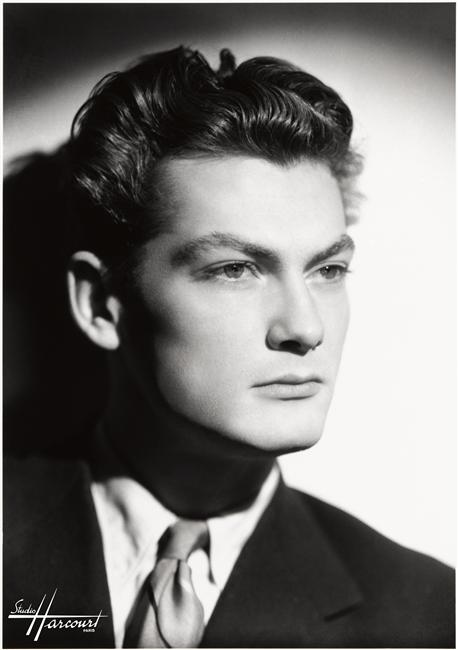
1942年
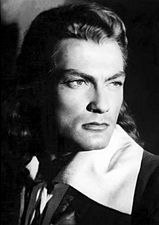
『美女と野獣』1946年
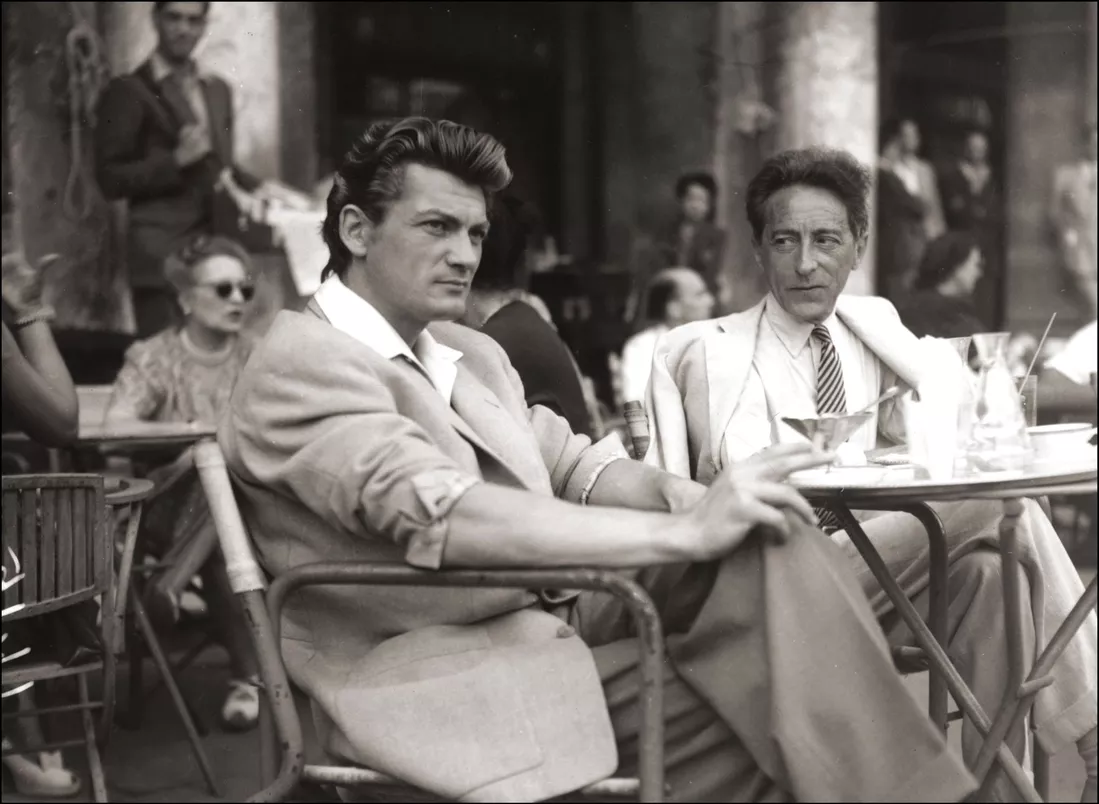
第8回ベネチア国際映画祭（英語版）で、カフェテラスにいるジャン・マレとジャン・コクトー
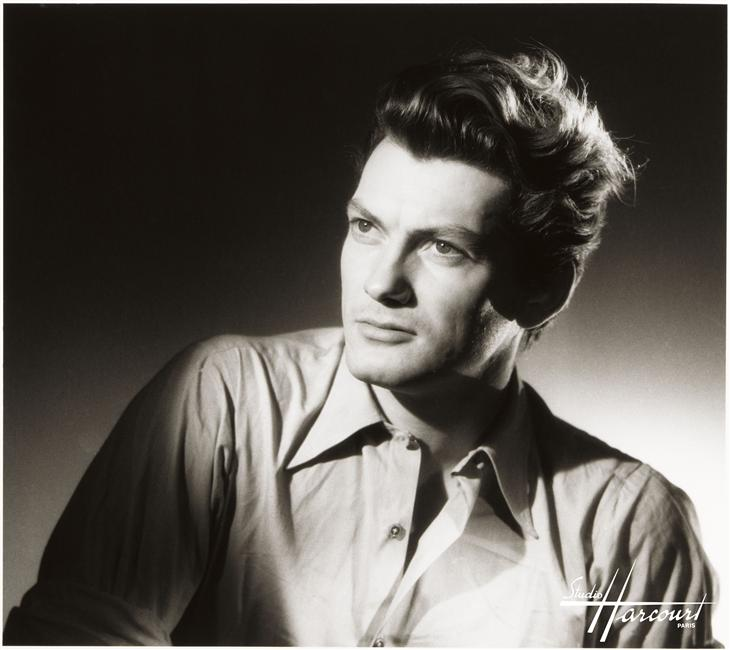
1948年
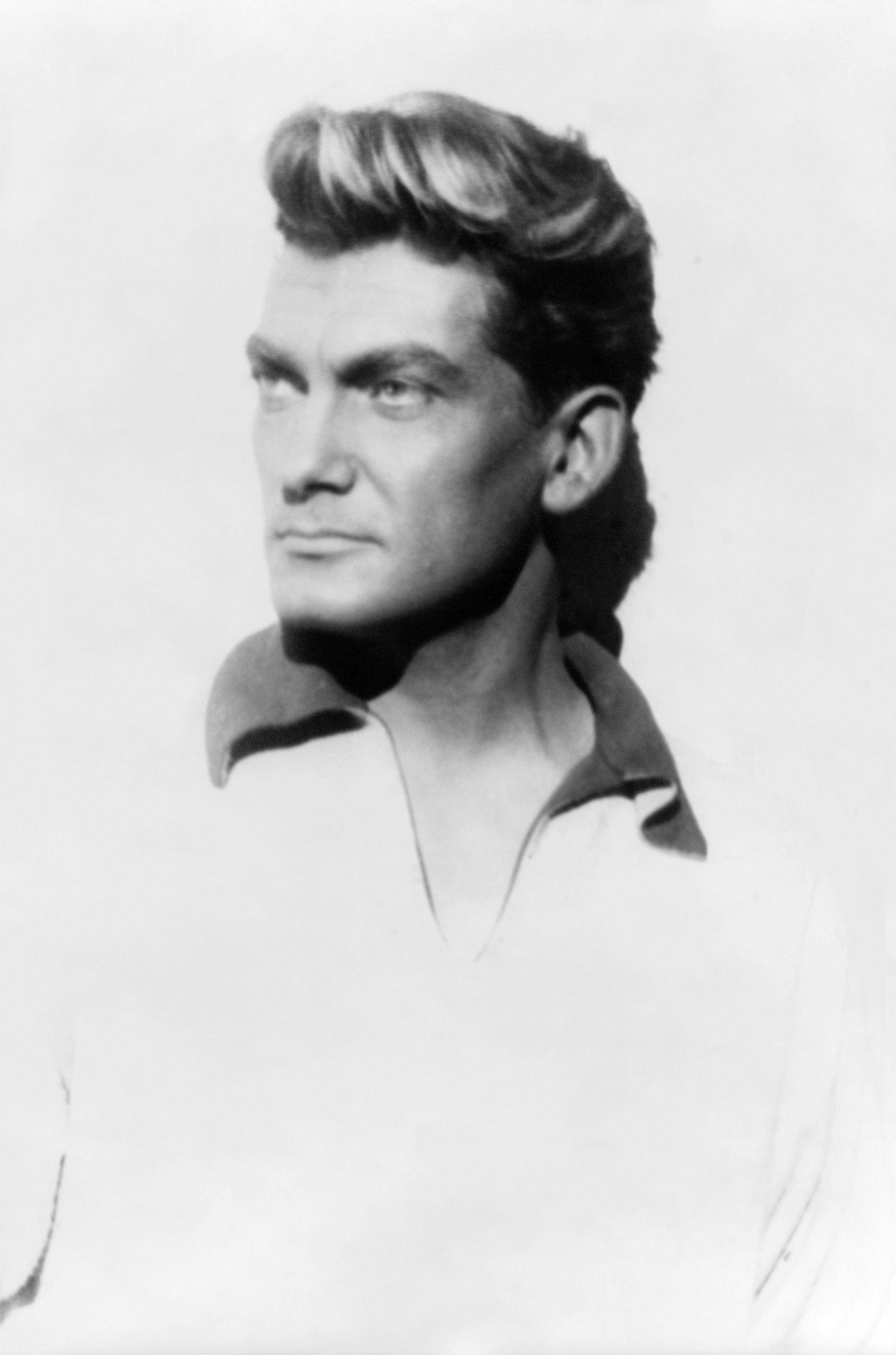
1949年
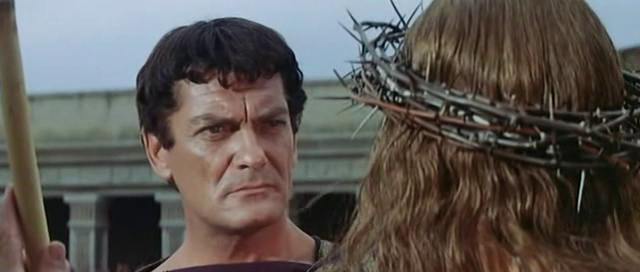
『ポンテオ・ピラト（映画）（フランス語版）』でのピラト役1962年
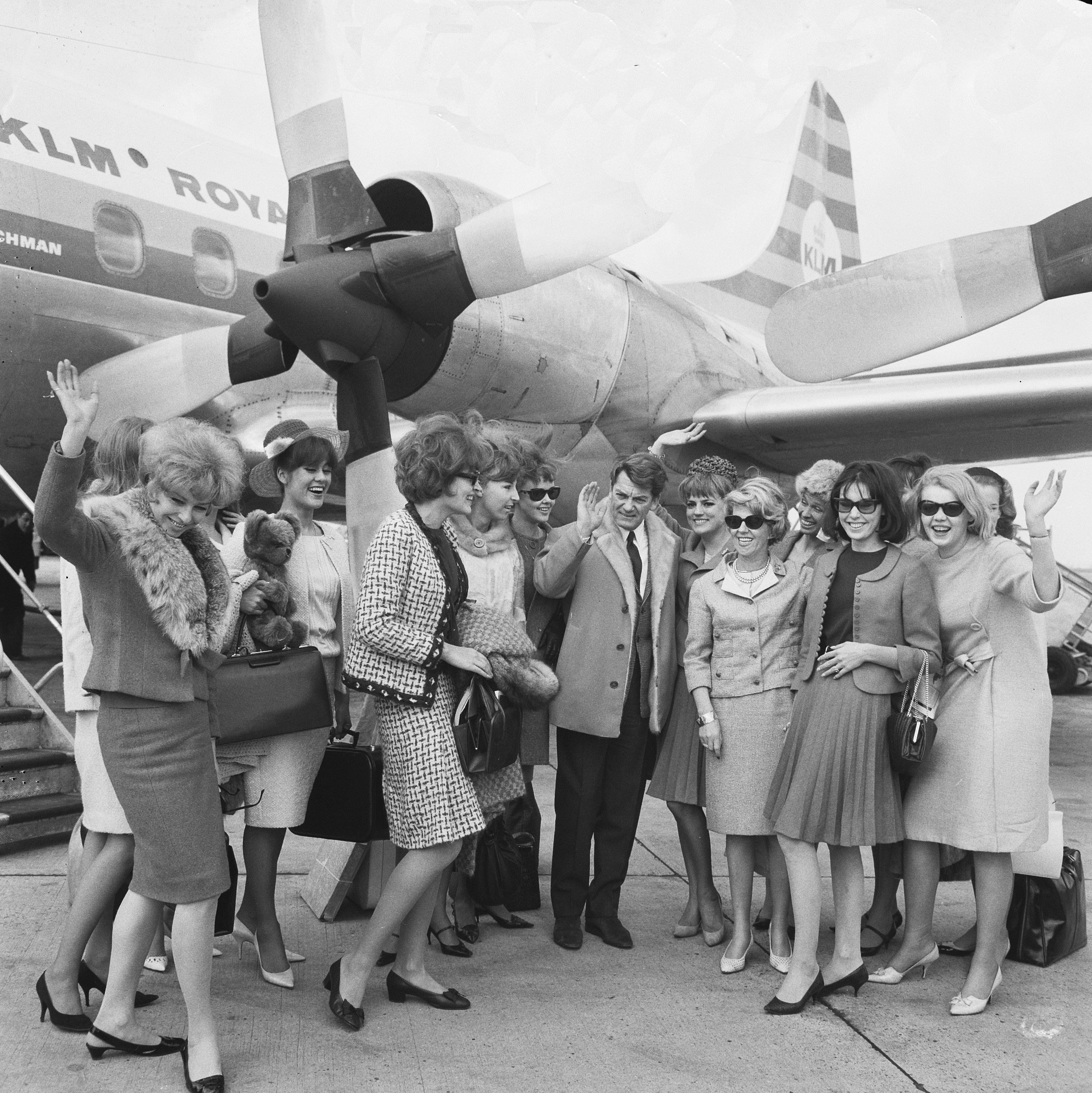
アムステルダム・スキポール空港に到着したマレとブルーベル・ガールズ（1965年）
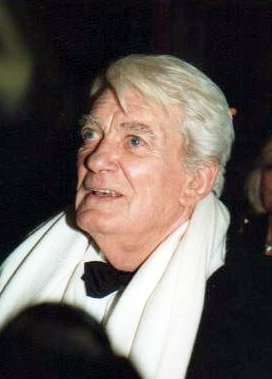
1991年セザール賞第18回授賞式（フランス語版）で「セザール賞 名誉賞（フランス語版）」受賞
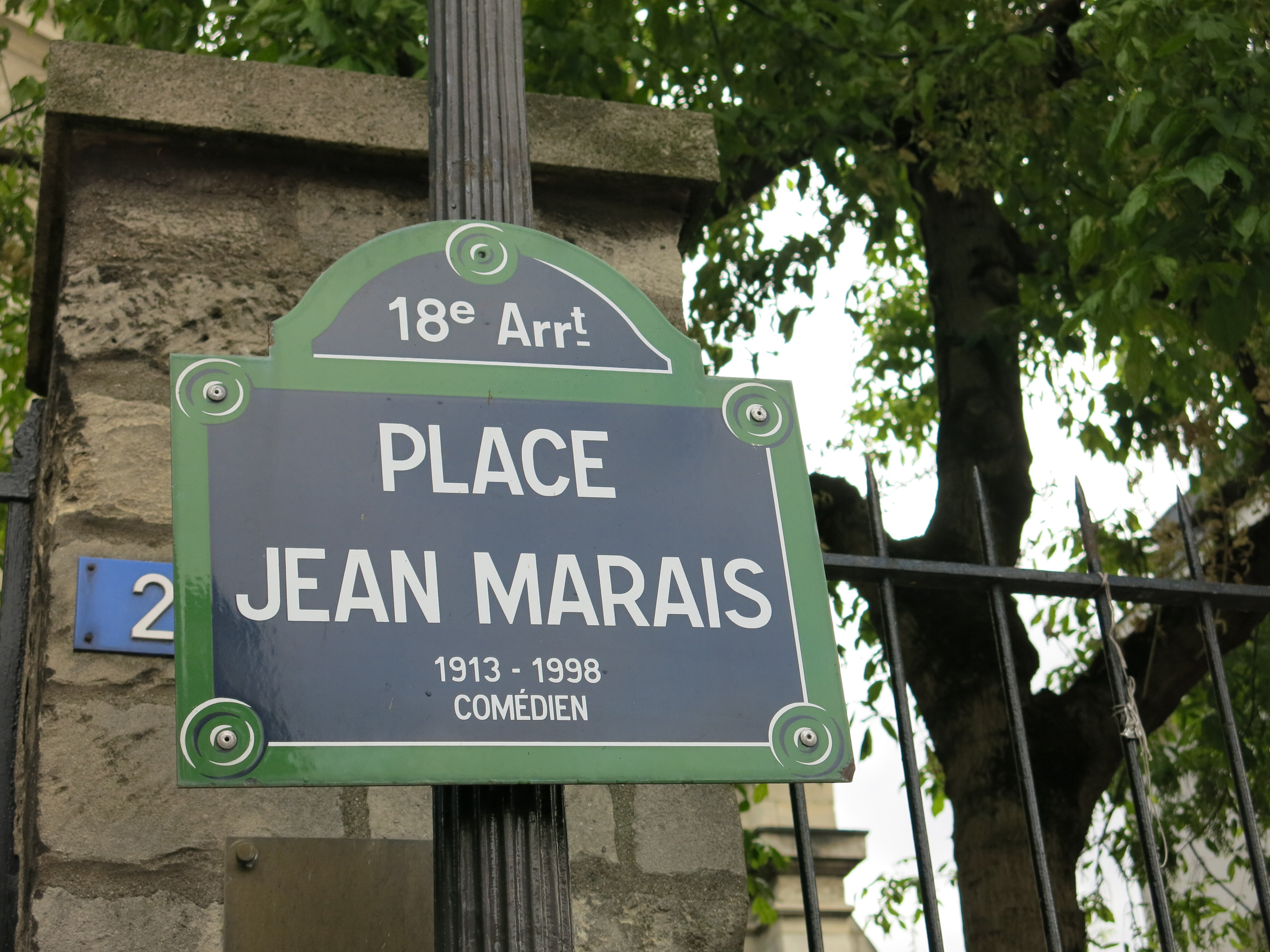
ジャン・マレ広場（フランス語版）
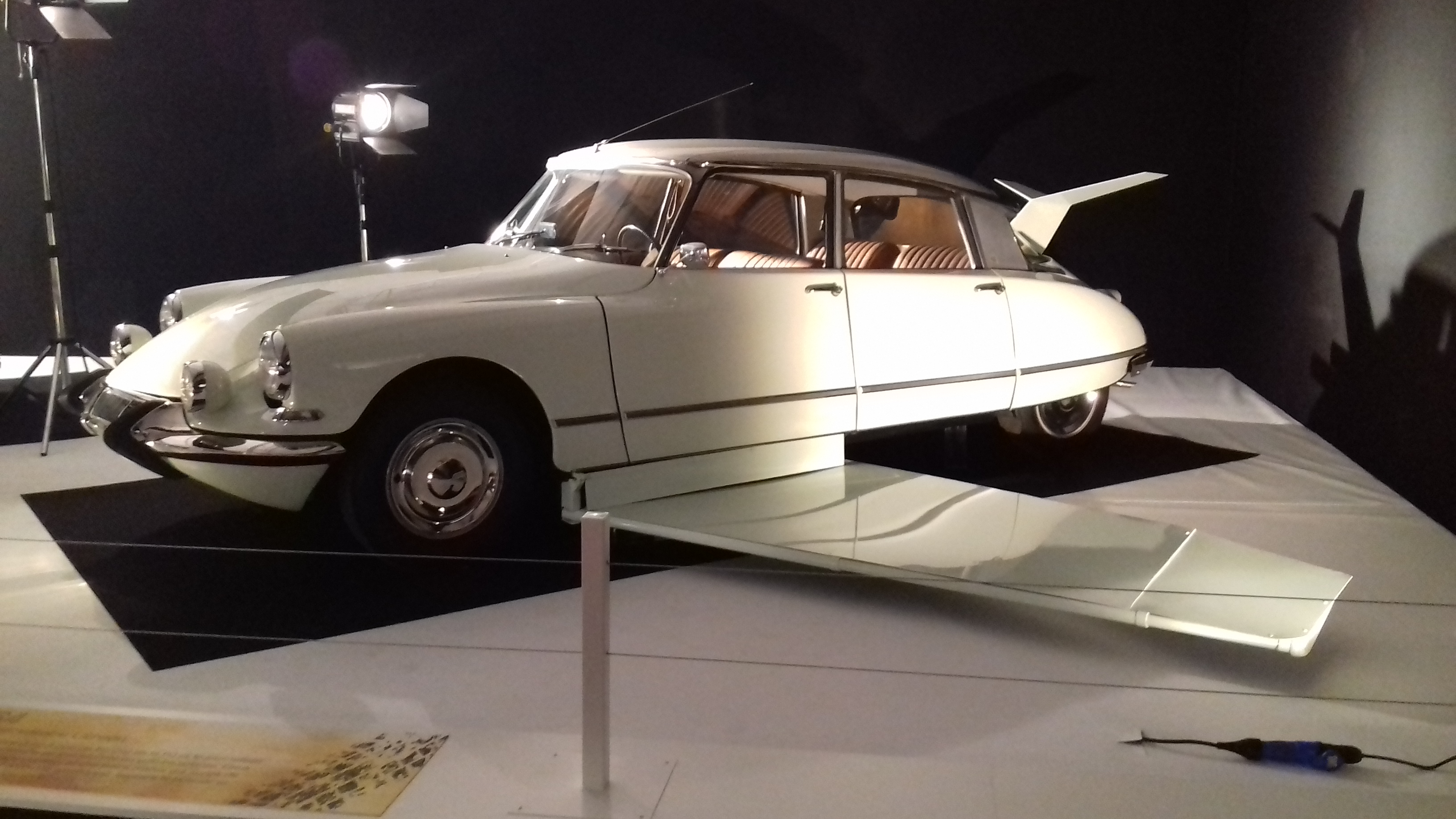
モンディアル・ド・ロトモビル2016年に展示されたファントマの「空飛ぶシトロエン・DS」

## 出演映画
- 悲恋 L'Éternel Retour （1943年）
- 美女と野獣 La Belle et la Bête （1946年）
- 双頭の鷲 L'Aigle à deux têtes （1947年）
- リュイ・ブラース Ruy Blas （1947年）
- 想い出の瞳 Aux yeux du souvenir （1948年）
- 恐るべき親達 Les Parents terribles （1948年）
- オルフェ Orphée （1950年）
- ガラスの城 Le Château de verre （1950年）
- 奇蹟は一度しか起こらない Les Miracles n'ont lieu qu'une fois  （1950年）
- 真夜中の愛情 Les Amants de minuit （1953年）
- 恋多き女  Elena et les hommes （1956年）
- 忘れえぬ慕情 Typhon sur Nagasaki （1957年） - 共演：岸惠子。この作品の撮影のため来日。
- 白夜 Le Notti bianche （1957年）
- 城塞の決闘 LE Bossu （1959年)
- 華麗なる騎士道 LE MIRACLE DES LOUPS （1961年）
- パリの秘密 Les Mysteres de Paris （1962年）
- 『ファントマ 危機脱出』 Fantômas （1964年）
- 『ファントマ 電光石火』 Fantômas se déchaîne （1965年）
- 『ファントマ ミサイル作戦』 Fantômas contre Scotland Yard （1967年）
- ロバと王女 Peau d'Âne（1970年）
- レ・ミゼラブル Les Misérables （1995年）
- 魅せられて Stealing Beauty （1996年）

## 著書ほか
- 『美しき野獣―ジャン・マレー自伝』 石沢秀二訳、新潮社、1977年
- 『赤毛のギャバン　ジャン・マレー　六つの愛の物語』

年少者向け、岸田今日子・月田文緒訳、TBSブリタニカ、1980年
- 『私のジャン・コクトー　想像を絶する詩人の肖像』 岩崎力訳、東京創元社、1995年
- ジャン・コクトー『ジャン・マレーへの手紙』 三好郁朗訳、東京創元社、1994年

## 日本のテレビ番組出演
- スター千一夜（フジテレビ）- 1963年10月31日